# Below the Lights
Below the Lights – siódmy pełny album norweskiej grupy metalowej Enslaved. Wydany w 2003 roku został w tym samym roku nominowany w kategorii metal do nagrody Spellemannsprisen, norweskiego odpowiednika Nagrody Grammy. 
Album wydano też w limitowanej edycji na płycie winylowej w ilości 1000 kopii.

## Lista utworów
| Nr | Tytuł utworu                    | Długość |
| -- | ------------------------------- | ------- |
| 1. | „As Fire Swept Clean the Earth” | 6:35    |
| 2. | „The Dead Stare”                | 5:37    |
| 3. | „The Crossing”                  | 9:11    |
| 4. | „Queen of Night”                | 5:59    |
| 5. | „Havenless”                     | 5:35    |
| 6. | „Ridicule Swarm”                | 6:18    |
| 7. | „A Darker Place”                | 7:01    |
|    |                                 | 46:16   |

## Twórcy
| Zespół Enslvaed w składzie - Grutle Kjellson (Kjetil Grutle) - śpiew, gitara basowa - Ivar Bjørnson (Ivar Peersen) - gitara, instrumenty klawiszowe - Arve Isdal - gitara - Per "Dirge Rep" Husebø - perkusja | Gościnnie - Dennis Reksten - syntezatory, efekty - Inge Rypdal - gitara prowadząca na "A Darker Place" - Gina Torgnes - flet na "Queen of Night" - Børgvin Tungrock Kor - pieśń na "Havenless" |